# زهرا بهروزآذر
زهرا بهروزآذر (زادهٔ ۱۳۶۰) پژوهشگر و فعال امور زنان ایرانی است که از مرداد ۱۴۰۳ به‌عنوان معاون امور زنان و خانواده در دولت چهاردهم جمهوری اسلامی ایران فعالیت می‌کند. او در زمان مدیریت پیروز حناچی بر شهرداری تهران، سرپرست اداره کل امور زنان شهرداری تهران و پیش‌تر، رئیس مرکز آمار و رصد شهری تهران بود. او دانشجوی دکترای رشته کارآفرینی در دانشگاه تهران می‌باشد.
بهروزآذر پژوهشگر حوزه کارآفرینی اجتماعی با تأکید بر توانمندسازی زنان از طریق کارآفرینی و مشارکت اجتماعی است. او در انتخابات شورای شهر تهران در سال ۱۴۰۰، در فهرست اصلاح‌طلبان و مورد حمایت آنها بود. بهروزآذر در زمان حضورش در شهرداری تهران به عنوان مدیرکل امور زنان، از برنامه‌هایی حمایت کرد که بیشتر دربارهٔ تقویت خانواده بود. شناسایی مکان‌های ناامن شهر برای زنان و ابلاغ دستورالعمل ارتقای امنیت بانوان در شهر به مناطق ۲۲ گانه از دیگر برنامه‌هایی بودند که او در حوزه زنان پیش برد.

## امور زنان و خانواده در دولت چهاردهم
بهروزآذر در روزهای انتخابات گفت: «با نگاه اسلامی و اخلاقی و ایرانی، کسی از تداوم گشت ارشاد خوشحال نخواهد بود. آقای پزشکیان گفتند که مسئله گشت ارشاد را حل می‌کنند و تأکید کردند اوضاع قطعاً به این شکل ادامه پیدا نمی‌کند.»
بهروزآذر در ۲۰ مرداد ۱۴۰۳ در حکمی از طرف مسعود پزشکیان به عنوان معاون امور زنان و خانواده رئیس‌جمهور دولت چهاردهم، منصوب شد.
بهروزآذر پیش از این در دوره شهرداری پیروز حناچی، مدیر کل امور بانوان شهرداری تهران بود و در انتخابات شوراهای ۱۴۰۰ نیز در لیست اصلاح‌طلبان قرار داشت.

## مخالفت با کاهش حبس مهریه به ۱۴ سکه
زهرا بهروز آذر به‌عنوان معاون رئیس‌جمهور دولت چهاردهم در امور زنان و خانواده، با اجرا و تصویب کاهش حبس مهریه به ۱۴ سکه مخالفت کرد. بهروز آذر افزود برای کاهش حبس به ۱۴ سکه ابتدا باید تنصیف اموال (نصف‌کردن اموال مرد و پرداخت به زن)، حق طلاق به زن، حق حضانت فرزند به زن انجام شود. وی افزود برای کاهش حبس‌های مهریه باید بروشورهای الکترونیکی در دفاتر عقد پخش شود. گفتنی است زندان برای مهریه و تنصیف اموال همزمان با وصول مهریه در شرع اسلام ذکر نشده‌است.
با اجرا این طرح حبس و زندان برای مهریه حذف و به‌جای آن پابند الکترونیکی انجام می‌شود.